# Grande Prêmio da Grã-Bretanha de 2001
Resultados do Grande Prêmio da Grã-Bretanha de Fórmula 1 (formalmente LIV Foster's British Grand Prix) realizado em Silverstone em 15 de julho de 2001. Décima primeira etapa da temporada, teve como vencedor o finlandês Mika Häkkinen, que subiu ao pódio ladeado por Michael Schumacher e Rubens Barrichello, pilotos da Ferrari.

## Classificação

### Treino classificatório
| 1                         | 1  | Michael Schumacher    | Ferrari          | 1:20.477 | -       |
| 2                         | 3  | Mika Häkkinen         | McLaren-Mercedes | 1:20.529 | + 0.082 |
| 3                         | 4  | David Coulthard       | McLaren-Mercedes | 1:20.927 | + 0.480 |
| 4                         | 12 | Jarno Trulli          | Jordan-Honda     | 1:20.930 | + 0.483 |
| 5                         | 11 | Heinz-Harald Frentzen | Jordan-Honda     | 1:21.217 | + 0.770 |
| 6                         | 2  | Rubens Barrichello    | Ferrari          | 1:21.715 | + 1.268 |
| 7                         | 17 | Kimi Räikkönen        | Sauber-Petronas  | 1:22.023 | + 1.576 |
| 8                         | 6  | Juan Pablo Montoya    | Williams-BMW     | 1:22.219 | + 1.772 |
| 9                         | 16 | Nick Heidfeld         | Sauber-Petronas  | 1:22.223 | + 1.776 |
| 10                        | 5  | Ralf Schumacher       | Williams-BMW     | 1:22.283 | + 1.836 |
| 11                        | 9  | Olivier Panis         | BAR-Honda        | 1:22.316 | + 1.869 |
| 12                        | 10 | Jacques Villeneuve    | BAR-Honda        | 1:22.916 | + 2.469 |
| 13                        | 19 | Pedro de la Rosa      | Jaguar-Cosworth  | 1:23.273 | + 2.826 |
| 14                        | 22 | Jean Alesi            | Prost-Acer       | 1:23.392 | + 2.945 |
| 15                        | 18 | Eddie Irvine          | Jaguar-Cosworth  | 1:23.439 | + 2.992 |
| 16                        | 23 | Luciano Burti         | Prost-Acer       | 1:23.735 | + 3.288 |
| 17                        | 14 | Jos Verstappen        | Arrows-Asiatech  | 1:24.067 | + 3.620 |
| 18                        | 8  | Jenson Button         | Benetton-Renault | 1:24.123 | + 3.676 |
| 19                        | 7  | Giancarlo Fisichella  | Benetton-Renault | 1:24.275 | + 3.828 |
| 20                        | 15 | Enrique Bernoldi      | Arrows-Asiatech  | 1:24.606 | + 4.159 |
| 21                        | 21 | Fernando Alonso       | Minardi-European | 1:24.792 | + 4.345 |
| Limite dos 107%: 1:26.078 |    |                       |                  |          |         |
| 22                        | 20 | Tarso Marques         | Minardi-European | 1:26.506 | + 6.059 |
| Fonte:                    |    |                       |                  |          |         |

### Corrida
| Pos.   | Nº | Piloto                | Construtor        | Voltas | Tempo/Diferença | Grid | Pontos |
| ------ | -- | --------------------- | ----------------- | ------ | --------------- | ---- | ------ |
| 1      | 3  | Mika Häkkinen         | McLaren-Mercedes  | 60     | 1:25:33.770     | 2    | 10     |
| 2      | 1  | Michael Schumacher    | Ferrari           | 60     | + 33.646        | 1    | 6      |
| 3      | 2  | Rubens Barrichello    | Ferrari           | 60     | + 59.281        | 6    | 4      |
| 4      | 6  | Juan Pablo Montoya    | Williams-BMW      | 60     | + 1:08.772      | 8    | 3      |
| 5      | 17 | Kimi Räikkönen        | Sauber-Petronas   | 59     | + 1 volta       | 7    | 2      |
| 6      | 16 | Nick Heidfeld         | Sauber-Petronas   | 59     | + 1 volta       | 9    | 1      |
| 7      | 11 | Heinz-Harald Frentzen | Jordan-Honda      | 59     | + 1 volta       | 5    |        |
| 8      | 10 | Jacques Villeneuve    | BAR-Honda         | 59     | + 1 volta       | 12   |        |
| 9      | 18 | Eddie Irvine          | Jaguar-Cosworth   | 59     | + 1 volta       | 15   |        |
| 10     | 14 | Jos Verstappen        | Arrows-Asiatech   | 58     | + 2 voltas      | 17   |        |
| 11     | 22 | Jean Alesi            | Prost-Acer        | 58     | + 2 voltas      | 14   |        |
| 12     | 19 | Pedro de la Rosa      | Jaguar-Cosworth   | 58     | + 2 voltas      | 13   |        |
| 13     | 7  | Giancarlo Fisichella  | Benetton-Renault  | 58     | + 2 voltas      | 19   |        |
| 14     | 15 | Enrique Bernoldi      | Arrows-Asiatech   | 58     | + 2 voltas      | 20   |        |
| 15     | 8  | Jenson Button         | Benetton-Renault  | 58     | + 2 voltas      | 18   |        |
| 16     | 21 | Fernando Alonso       | Minardi-European  | 57     | + 3 voltas      | 21   |        |
| Ret    | 5  | Ralf Schumacher       | Williams-BMW      | 36     | Motor           | 10   |        |
| Ret    | 23 | Luciano Burti         | Prost-Acer        | 6      | Motor           | 16   |        |
| Ret    | 4  | David Coulthard       | McLaren-Mercedes  | 2      | Suspensão/Rodou | 3    |        |
| Ret    | 12 | Jarno Trulli          | Jordan-Honda      | 0      | Colisão         | 4    |        |
| Ret    | 9  | Olivier Panis         | BAR-Honda         | 0      | Colisão         | 11   |        |
| DNQ    | 20 | Tarso Marques         | Minardi-Fondmetal |        |                 |      |        |
| Fonte: |    |                       |                   |        |                 |      |        |

## Tabela do campeonato após a corrida
| Pos.   | Piloto             | Pontos |
| ------ | ------------------ | ------ |
| 1      | Michael Schumacher | 84     |
| 2      | David Coulthard    | 47     |
| 3      | Rubens Barrichello | 34     |
| 4      | Ralf Schumacher    | 31     |
| 5      | Mika Häkkinen      | 19     |
| Fonte: |                    |        |

| Pos.   | Equipe           | Pontos |
| ------ | ---------------- | ------ |
| 1      | Ferrari          | 118    |
| 2      | McLaren-Mercedes | 66     |
| 3      | Williams-BMW     | 46     |
| 4      | Sauber-Petronas  | 19     |
| 5      | Jordan-Honda     | 15     |
| Fonte: |                  |        |